# Брок, Пауль
Пауль Брок (Paul Brock, 21 февраля 1900 года в Пагегяе — 26 октября 1986 года в Бад-Зегеберге) — немецкий писатель, драматург.

## Жизнь
Прадед Пауля Брока был гребцом на Рейне. С Наполеоном участвовал в русской кампании 1812 года, после поражения французской армии остался в Мемеле. Его жена была потомком ссыльных протестантов из Зальцбурга. Отец Пауля в 1900 году купил усадьбу, которая была разрушена русскими солдатами после занятия Восточной Пруссии. Зиму 1914/15 года семья провела на холодном корабле. Уже следующим летом Пауль Брок подменял в качестве штурмана своего отца. После того как получил штурманское свидетельство в 1917 году в Пиллау, Пауль стал владельцем собственной шхуны.
В 1918 году его призвали к Императорскому морскому флоту, Брок прибыл в Киль, где учился семестр в военно-морской академии. В сентябре 1919 года он был отпущен. Он не захотел оставаться в морском флоте империи и возвратился домой. После Версальского договора он работал по всему миру моряком на иностранных кораблях. В 1929 году он был нанят в Марселе и прибыл через Париж в Кёльн, на рейнскую родину его предков по отцовской линии.
Брок в течение трех семестров изучал в Кёльне педагогику и психологию. Затем начал своё литературное творчество. Его первый рассказ был напечатан сразу в 42 газетах. Последующим произведениям также сопутствовал успех. В 1935 году вернулся в Тильзит, где умерли его родители и проживали брат и две сестры. В Тильзите в декабре 1935 года родилась его дочь Ута. В это время Брок принимает участие в Восточно-прусском союзе писателей и много работает для газет Тильзита. Написанная им двухактная пьеса «Ringende Nächte» (1937) остается незамеченной. В 1938 году он совершает короткую поездку по Судетской области. Ещё до начала Второй мировой войны, 22 августа 1939, Брок был приписан как унтер-офицер к военно-морскому флоту и прибыл в Мемель для охраны 7 флотилии. Во время войны с СССР Брок работал в министерстве пропаганды, он должен был выбирать литературу для иностранных рабочих и читать им лекции. В 1944 году в 400-летие празднования Кенигсбергского университета Брок получил премию Иоганна Готфрида фон Гердера за роман «Die auf den Morgen warten» (1939). Отличные отзывы получил и роман « Alles Lebendige muß reifen» (1942). В дни капитуляции Германии Брок вместе с женой и дочерью оказался во Фленсбурге. Затем он отправился в южную Германию, где под крышей замка Мёкмюль в Швабии Брок написал 3 романа и дюжину небольших сочинений. В начале 1952 года Брок с друзьями основывает Литературное общество немецких духовных творцов «Ульриха фон Гуттена», президентом которого он и становится. В Мёкмюле Брок ударяется в мистику и духовные откровения, читает Якоба Бёме и Эммануила Сведенборга, находится под влиянием Густава Теодора Фехнера, много размышляет о природе, Родине и психологии, что находит своё отражение в романе «Das Glück auf Erden».
Неблагоприятные социально-экономические условия жизни в Мёкмюле привели к тому, что в 1953 году Брок переехал в Гамбург, где провел большую часть своей жизни — 33 года. За более чем 30 лет Брок написал 700 статей (рассказы, доклады с различных конференций, актуальные политические вопросы) и 500 рецензий. Сборник статей о Восточной Пруссии появились в 1979 году. За это время было опубликовано 3 романа: «Die Heimkehr des Florian Moen» (1961), «Jenseits des Stromes» (1975) и «Durststrecke» (1977). Неопубликованными остались «Es klopft an unsere Tür» (1956) und «Auch Frauen haben ein Gewissen» (1957). С золотым юбилеем в апреле 1985 года Брока поздравил премьер-министр земли Шлезвиг-Гольштейн Уве Баршель. Брок умер в 1986 году, так больше и не увидев с 1944 года родную Восточную Пруссию.

## Произведения
- Der Schiffer Michael Austyn. Königsberg 1935
- Der achte Schöpfungstag. Königsberg 1936
- Melodie des Blutes. Ostpreußische Nächte. Brock von Holle & Co. 1937
- Die auf den Morgen warten. 1939
- Der Strom fließt. Berlin 1940 (Neuauflage 1979)
- Vorposten auf hoher See. Franz Schneider Verlag 1941
- Alles Lebendige muß reifen. Berlin 1942
- Die Fahrt ins eigene Herz. Oertel & Sporer 1948
- Antek. Oncken 1949
- Das Abenteuer im Moor.Oncken 1949
- Die Löwenjagd. Stuttgart 1949
- Das Glück auf Erden. Bochum 1949
- Eines Mannes Frau. Turm-Verlag 1950
- Die Gefangene. Bietigheim 1951
- Ostpreussen. Geschichte und Geschichten. 1980
- Ostpreußisches Oberland, 1983
- Die Salzburger in Ostpreußen. Leer 1984